# Tanada Shin
Shin Tanada (sinh ngày 25 tháng 7 năm 1969) là một cầu thủ bóng đá người Nhật Bản.

## Sự nghiệp câu lạc bộ
Shin Tanada đã từng chơi cho Kashiwa Reysol và Consadole Sapporo.